# Adolf von Seckendorff
Franz Adolf Freiherr von Seckendorff (Gera, 17. ožujka 1857. – Waldsieversdorf, 8. svibnja 1941.), njemački je časnik i vojskovođa iz Prvog svjetskog rata. Von Seckendorff je prije umirovljenja dosegao čin generala pješaštva (General der Infanterie). 
Adolf von Seckendorff rođen je u plemićkoj obitelji kao sin Evana Freiherra von Seckendorffa i njegove supruge Pauline, rođene von Flemming. Imao je starijeg brata, Gustava, koji je također bio general pješaštva. Po diplomiranju na vojnoj akademiji 23. travnja 1874., von Seckendorff je i službeno pristupio tadašnjoj Pruskoj vojsci u sklopu Njemačke carske vojske. Nakon brzog napredovanja već 1875. godine, godine 1884. premješten je za nagradu u novu jedinicu. Od 1908. do 1910. bio je zapovjednik utvrde u Mainzu, a 1913. unaprijeđen je u general-pukovnika te je postao zapovjednik utvrde u Königsbergu. 
Nakon aktivne službe u Prvom svjetskom ratu, von Seckendorff je 1917. postao vojni upravitelj Ösela nakon njemačke okupacije Zapadnoestonskog arhipelaga. S otoka je u veljači 1918. zapovijedao njemačkom okupacijom estonskog kopna te je 28. veljače 1918. pobjedonosno ušao u Tallinn, postavši i službeno vojni upravitelj okupirane Estonije. U tom je svojstvu bio izravno podređen upraviteljima šire vojne uprave znane kao Ober Ost. U svojstvu vojnog upravitelja, von Seckendorff je u početku dopustio organiziranje oružanih snaga na teritoriju Estonije u svrhu obrane i zaštite lokalnog stanovništva, što je omogućilo Andresu Larki da organizira paravojne postrojbe Kaitseliit. Međutim, odluka je povučena već u travnju 1918., kada je vojno djelovanje na tlu Estonije zabranjeno. 
Von Seckendorff je aktivno služio u vojsci do svog umirovljenja 1919. godine. 
Bio je u braku s Johannom von Voß, rođenom Freiin von Beust, s kojom se vjenčao 6. listopada 1892. godine. Preminuo je 8. svibnja 1941. godine u Waldsieversdorfu.